# Championnat des Amériques féminin de basket-ball 2011
Navigation
Édition précédente Édition suivante
Le Championnat des Amériques de basket-ball féminin 2011 s'est déroulé du 24 septembre au 1er octobre 2011 à Neiva.

## Compétition

### Premier tour

#### Groupe A
| Groupe A |            |     |   |   |   |     |     |      |
|          | Équipe     | Pts | J | G | P | PP  | PC  | Diff |
| 1        | Argentine  | 8   | 4 | 4 | 0 | 277 | 215 | +62  |
| 2        | Cuba       | 7   | 4 | 3 | 1 | 263 | 222 | +41  |
| 3        | Porto Rico | 6   | 4 | 2 | 2 | 243 | 228 | +15  |
| 4        | Colombie   | 5   | 4 | 1 | 3 | 225 | 259 | –34  |
| 5        | Chili      | 4   | 4 | 0 | 4 | 191 | 275 | –84  |

| 24 septembre | Porto Rico | 50 | 67 | Cuba       |
| 24 septembre | Chili      | 50 | 69 | Colombie   |
| 25 septembre | Argentine  | 80 | 50 | Chili      |
| 25 septembre | Colombie   | 46 | 68 | Porto Rico |
| 26 septembre | Porto Rico | 61 | 66 | Argentine  |
| 26 septembre | Cuba       | 75 | 65 | Colombie   |
| 27 septembre | Chili      | 49 | 64 | Porto Rico |
| 27 septembre | Argentine  | 65 | 59 | Cuba       |
| 28 septembre | Cuba       | 62 | 42 | Chili      |
| 28 septembre | Colombie   | 45 | 66 | Argentine  |

#### Groupe B
| Groupe B |          |     |   |   |   |     |     |      |
|          | Équipe   | Pts | J | G | P | PP  | PC  | Diff |
| 1        | Brésil   | 8   | 4 | 4 | 0 | 334 | 184 | +150 |
| 2        | Canada   | 7   | 4 | 3 | 1 | 254 | 176 | +78  |
| 3        | Mexique  | 5   | 4 | 1 | 3 | 257 | 273 | –16  |
| 4        | Jamaïque | 5   | 4 | 1 | 3 | 237 | 274 | –37  |
| 5        | Paraguay | 5   | 4 | 1 | 3 | 175 | 350 | –175 |

| 24 septembre | Brésil   | 117 | 34 | Paraguay |
| 24 septembre | Mexique  | 45  | 72 | Canada   |
| 25 septembre | Jamaique | 69  | 64 | Mexique  |
| 25 septembre | Canada   | 39  | 56 | Brésil   |
| 26 septembre | Paraguay | 26  | 77 | Canada   |
| 26 septembre | Brésil   | 73  | 50 | Jamaique |
| 27 septembre | Jamaique | 69  | 71 | Paraguay |
| 27 septembre | Mexique  | 61  | 88 | Brésil   |
| 28 septembre | Paraguay | 44  | 87 | Mexique  |
| 28 septembre | Canada   | 66  | 49 | Jamaique |

### Tour final
|  | Tour final   | Tour final   |           |    | 1er place   | 1er place   |
|  | Tour final   | Tour final   |           |    | 1er place   | 1er place   |
|  |              |              |           |    |             |             |
|  | 30 septembre | 30 septembre |           |    | 1er octobre | 1er octobre |
|  | 30 septembre | 30 septembre |           |    | 1er octobre | 1er octobre |
|  | Argentine    | 61           |           |    | 1er octobre | 1er octobre |
|  | Argentine    | 61           |           |    | 1er octobre | 1er octobre |
|  | Canada       | 59           |           |    | 1er octobre | 1er octobre |
|  | Canada       | 59           | Argentine | 33 |             |             |
|  | 30 septembre |              | Argentine | 33 |             |             |
|  |              | Brésil       | 74        |    |             |             |
|  | Brésil       | Brésil       | 74        | 66 |             |             |
|  | Brésil       |              |           | 66 |             |             |
|  | Cuba         | 53           |           |    |             |             |
|  | Cuba         | 53           | 3e place  |    |             |             |
|  |              |              |           |    |             |             |
|  | 1er octobre  |              |           |    |             |             |
|  |              |              |           |    |             |             |
|  | Canada       | 59           |           |    |             |             |
|  | Canada       | 59           |           |    |             |             |
|  | Cuba         | 46           |           |    |             |             |
|  | Cuba         | 46           |           |    |             |             |

### Meilleures joueuses par catégorie statistique
| Rang | Nom            | PPM  |
| ---- | -------------- | ---- |
| 1    | Javiera Novión | 18,8 |
| 1    | Nicole Louden  | 18,8 |
| 3    | Erika Gómez    | 18,5 |
| 4    | Vanessa Gidden | 18,3 |
| 5    | Érika de Souza | 16,2 |

| Rang | Nom            | RPM |
| ---- | -------------- | --- |
| 1    | Vanessa Gidden | 8,3 |
| 1    | Erika Gómez    | 8,3 |
| 3    | Érika de Souza | 8,0 |
| 4    | Alexis Castro  | 8,0 |
| 5    | Marlen Cepeda  | 7,8 |

| Rang | Nom                  | APM |
| ---- | -------------------- | --- |
| 1    | Erika Valek          | 5,8 |
| 2    | Adriana Moisés Pinto | 5,2 |
| 3    | Shona Thorburn       | 3,3 |
| 4    | Oyanaisis Gelis      | 3,0 |
| 5    | Carla Cortijo        | 3,0 |

| Rang | Nom               | CPM |
| ---- | ----------------- | --- |
| 1    | Miranda Ayim      | 1,2 |
| 2    | Tathiana Mosquera | 1,0 |
| 3    | Esmary Vargas     | 1,0 |
| 4    | Érika de Souza    | 0,8 |
| 5    | María Plácido     | 0,8 |

| Rang | Nom                  | IPM |
| ---- | -------------------- | --- |
| 1    | Erika Valek          | 2,3 |
| 2    | Patrícia de Oliveira | 2,0 |
| 3    | Courtnay Pilypaitis  | 1,8 |
| 4    | Adriana Moisés Pinto | 1,7 |
| 5    | Ineidis Casanova     | 1,7 |

Les statistiques sont exprimées en unités par match joué.

## Classement final
L'équipe championne est qualifiée pour le tournoi olympique 2012 de Londres. Les trois équipes suivantes sont qualifiées pour un tournoi de qualification préolympique disputé en 2012.
| Place              | Équipe     | Bilan |
| ------------------ | ---------- | ----- |
| Médaille d'or      | Argentine  | 6-0   |
| Médaille d'argent  | Brésil     | 5-1   |
| Médaille de bronze | Canada     | 3-2   |
| 4                  | Cuba       | 3-3   |
| 5                  | Porto Rico | 2–2   |
| 6                  | Mexique    | 1–3   |
| 7                  | Colombie   | 1–3   |
| 8                  | Jamaïque   | 1–3   |
| 9                  | Paraguay   | 1–3   |
| 10                 | Chili      | 0–4   |